# Milestones (banda)
Milestones foi uma banda austríaca dos finais da década de 1960 e meados dos anos 1970. Surgiu em 1968 e terá terminado em meados da década de 1970. Eram conhecidos sobretudo no mundo de língua alemã (Áustria, Alemanha e ficaram conhecidos no resto da Europa pela sua participação no Festival Eurovisão da Canção 1972 com o tema "Falter im Wind" que terminaram em quinto lugar recebendo 100 pontos. 

## Membros
A banda era composta por Günther Grosslercher, Beatrix Neundlinger, Robert Unterweger e Rudi Tinsobin. 

## Discografia
- 1969: Einmal/Der Rattenfänger
- 1970: Milestones (LP)
- 1971: Paul/Der staatenlose Koffer
- 1971: 20 Uhr 02/An diesem Freitag
- 1972: Falter im Wind/Du schöner Tag
- 1972: Dance Butterfly/Oh Fairy Day
- 1973: Emigration (LP)
- 1974: Apfelbaum/Hamlet
- 1974: Schade/Bilderbuch